# Rubrouck
Rubrouck är en kommun i departementet Nord i regionen Hauts-de-France i norra Frankrike. Kommunen ligger i kantonen Cassel som tillhör arrondissementet Dunkerque. År 2022 hade Rubrouck 915 invånare.
Rubrouck är känt i historien som hemort för missionären Vilhelm av Rubrouck, känd för sina resor i centralasien mellan 1253 och 1255. Det finns idag ett museum i Rubrouck tillägnat honom.

## Befolkningsutveckling
Antalet invånare i kommunen Rubrouck
| Referens: INSEE |